# Stora Ljunggöl
Stora Ljunggöl är en sjö i Gislaveds kommun i Småland och ingår i Nissans huvudavrinningsområde.